# Ulupna Island
Ulupna Island är en ö i Australien. Den ligger i delstaten Victoria, omkring 220 kilometer norr om delstatshuvudstaden Melbourne.
Trakten runt Ulupna Island består till största delen av jordbruksmark. Runt Ulupna Island är det mycket glesbefolkat, med 7 invånare per kvadratkilometer. Genomsnittlig årsnederbörd är 633 millimeter. Den regnigaste månaden är februari, med i genomsnitt 80 mm nederbörd, och den torraste är november, med 32 mm nederbörd.